# Dolmen von Marenq
Der Dolmen von Marenq (auch Dolmen de la Colle oder Dolmen du Ratons genannt) liegt auf einem kleinen Plateau nördlich von Ampus im Département Var in der Provence in Frankreich. Dolmen ist in Frankreich der Oberbegriff für Megalithanlagen aller Art (siehe: Französische Nomenklatur).
Der im Jahr 1922 von A. Aicard entdeckte Dolmen wurde von Jägern als Unterstand verwendet. Im Jahre 1925 wurde er von L. Laflotte untersucht, aber das Ergebnis der Ausgrabung wurde nicht bekannt. Der Dolmen wurde im Jahr 1990 von Hélène Barge-Mahieu restauriert. 
Es ist einer der wenigen der aus lokalem Kalkstein errichteten Dolmen der Provence, die ihren Deckstein behalten haben. Ein kurzer Gang (1,5 × 1,0 m) führt zu zwei Orthostaten, die den Zugang zu der rechteckigen Kammer von etwa 2,0 × 1,5 m bilden, die seitlich durch Reste einer Trockenmauer begrenzt wird. Eine vertikale Platte bildet das Ende der Kammer und die hintere Auflage des Decksteins. Die Kalksteinhügel ist etwa zur Hälfte erhalten.

Dolmen von Marenq
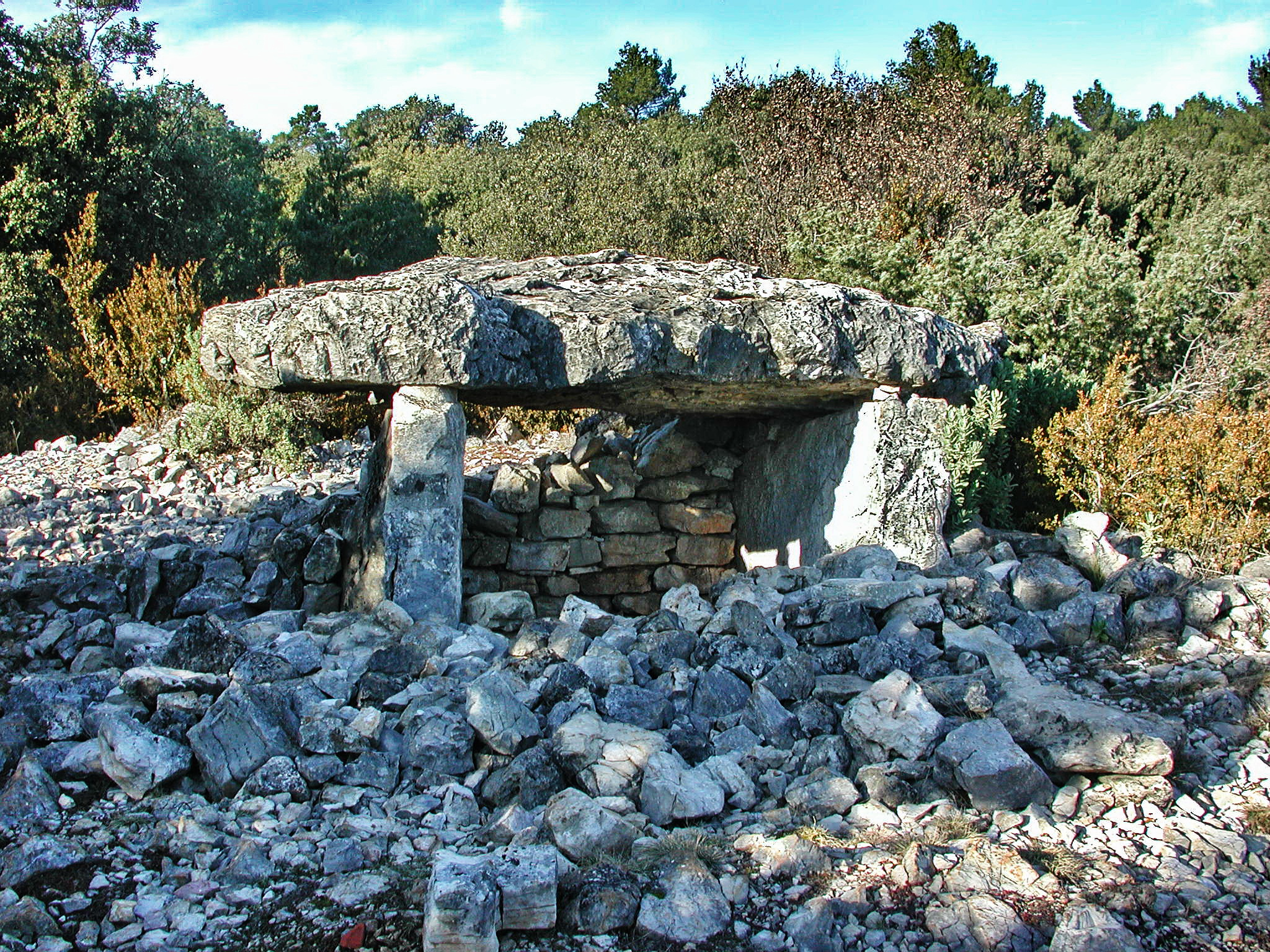
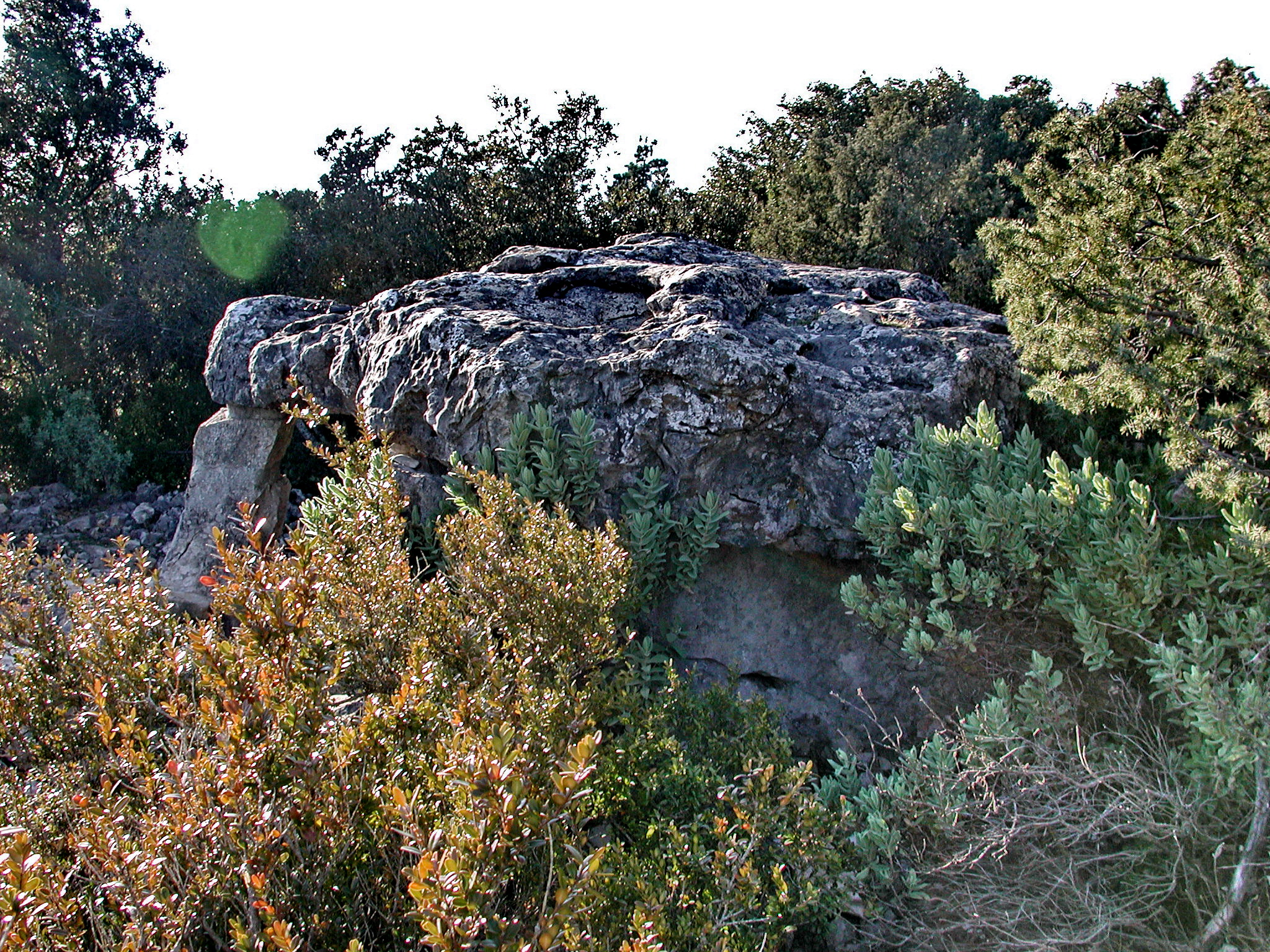
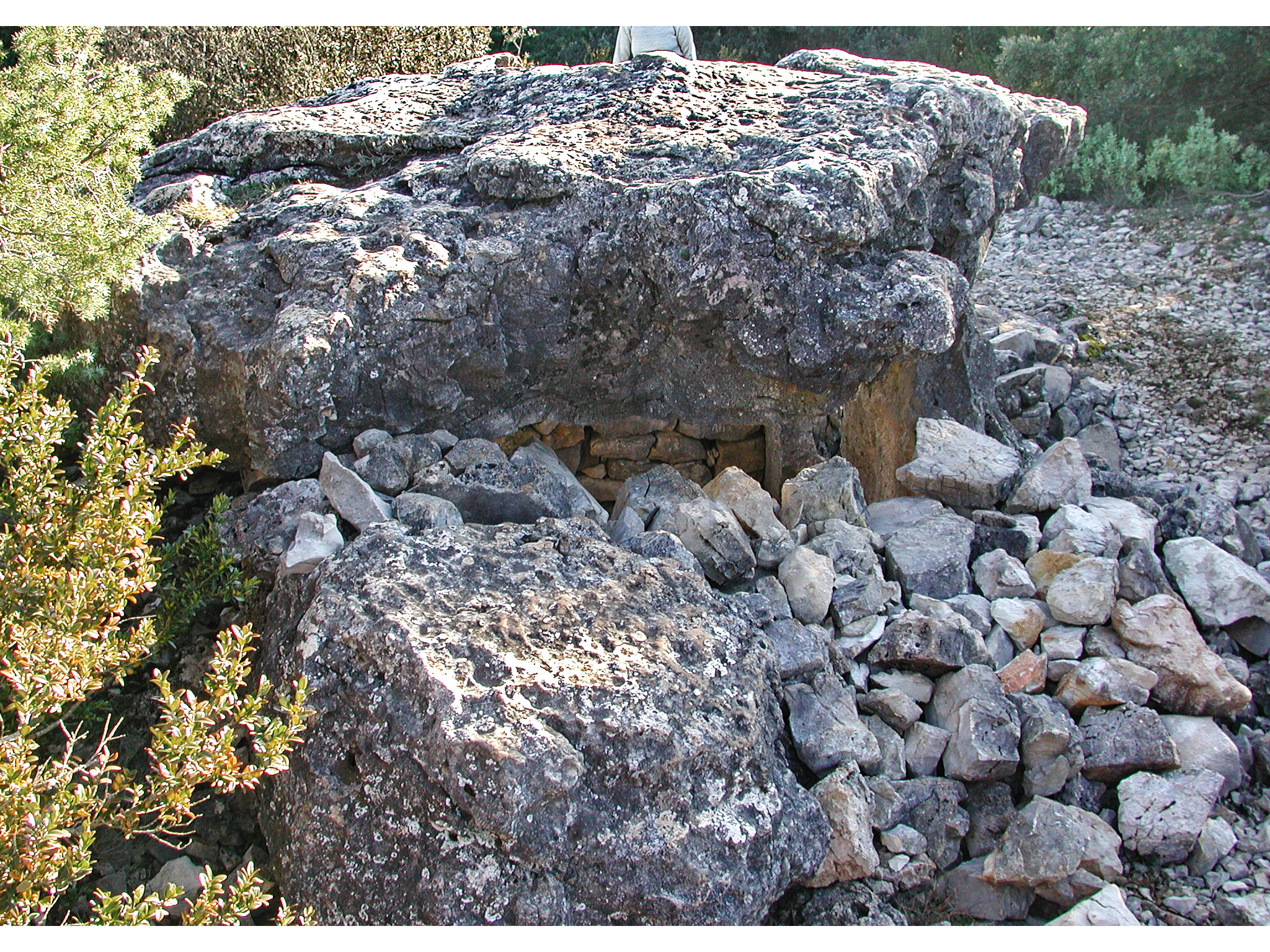
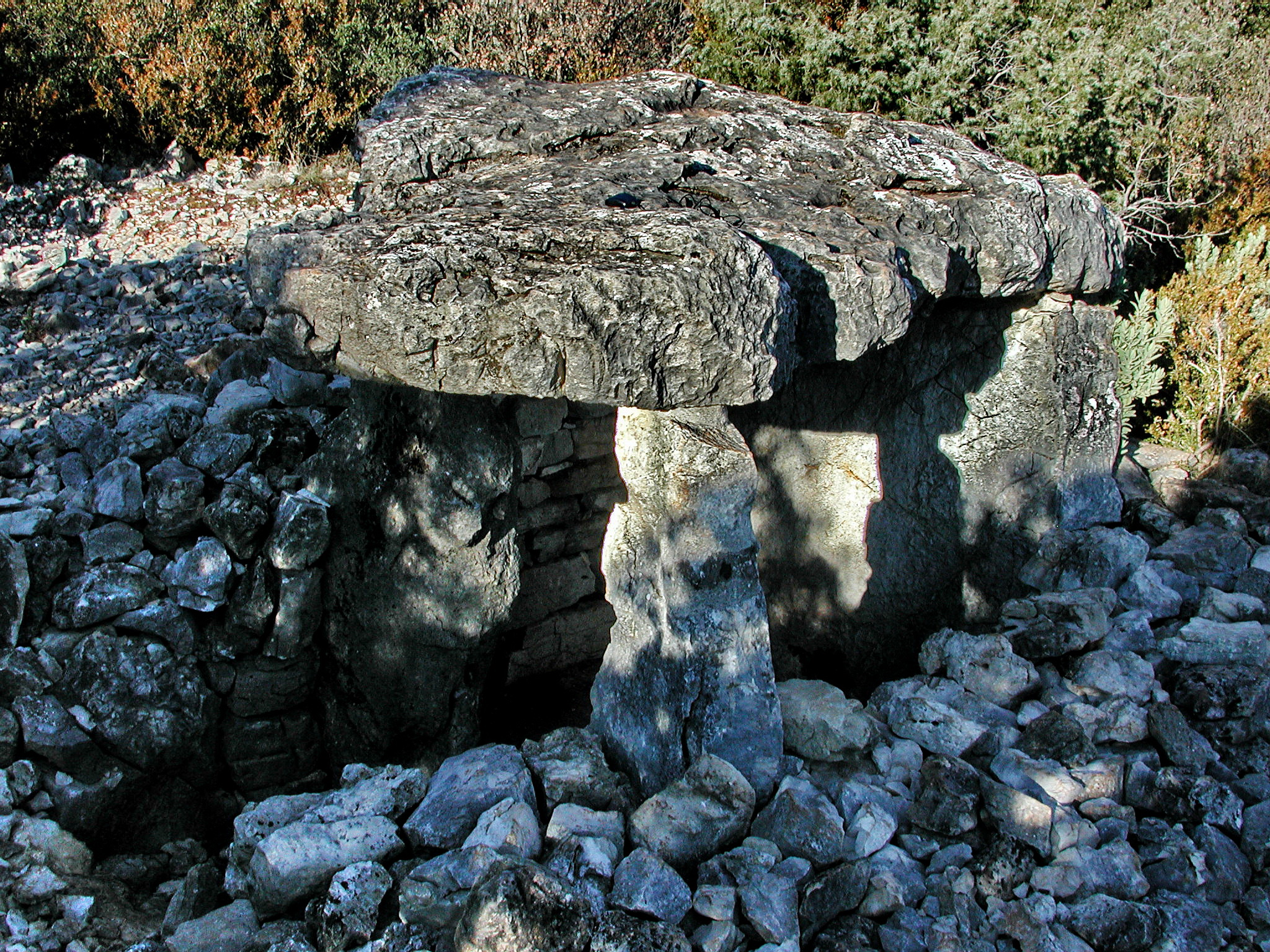